# Lamborghini Islero
La Lamborghini Islero è un'autovettura prodotta dalla casa automobilistica italiana Lamborghini tra il 1968 ed il 1969.

## Nome
Prende il nome dall'omonimo toro la cui cornata contribuì alla morte del celeberrimo torero spagnolo Manolete.

## Profilo e contesto
All'inizio del 1968, quando la produzione della 400 GT era agli sgoccioli, la casa di Sant'Agata Bolognese iniziò a pensare ad un'erede.
L'arrivo dell'estrema Miura consentiva di concepire una vettura 2+2 che puntasse più sull'eleganza che sulla sportività assoluta.
La chiusura della Carrozzeria Touring, partner che avrebbe assicurato una realizzazione elegante e raffinata, costrinse Ferruccio Lamborghini a rivolgersi alla Carrozzeria Marazzi, ov'erano confluite le maestranze della Touring, compreso il noto designer Federico Formenti.

## Islero GT

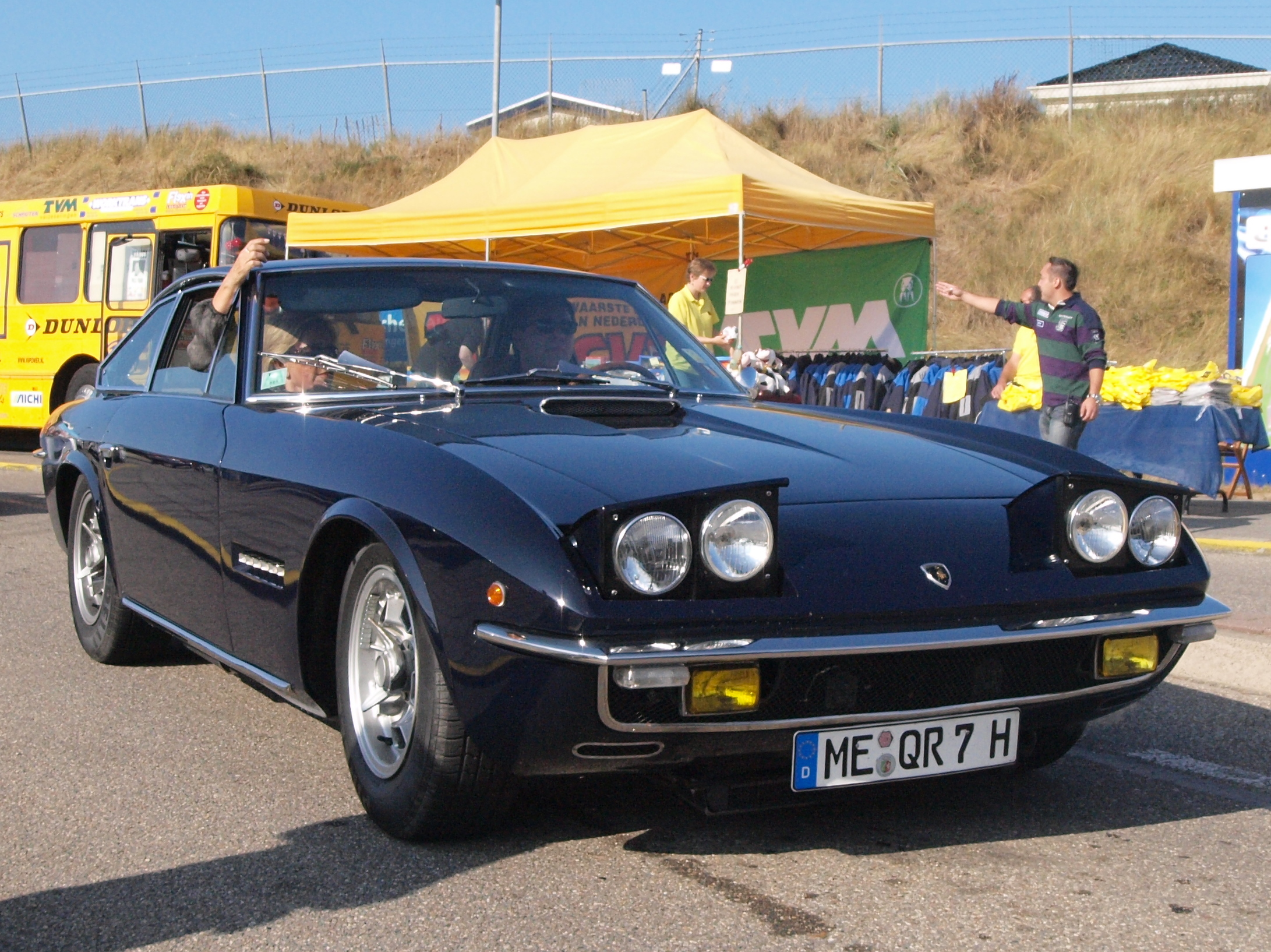
Una Lamborghini Islero con i fari a scomparsa aperti

Presentata al salone dell'automobile di Ginevra del 1968, la Islero GT era una classica coupé 2+2 a tre volumi dalle linee tese e pulite, basata sulla meccanica della 400 GT, senza che fossero apportate rilevanti modifiche.
La sua estrema semplicità stilistica e la contemporanea presenza nello stand Lamborghini della ben più personale Espada, contribuirono a far passare quasi inosservata la Islero, che non suscitò difatti molti entusiasmi.
La nuova coupé del toro era tuttavia confortevole, silenziosa e brillante (grazie ai 320 CV erogati dal V12 di 4 litri), tanto che Ferruccio Lamborghini la scelse come sua auto personale. Essa era molto ben rifinita, con sedili, parte interna delle portiere e plancia interamente rivestiti in pelle, radio con fonocassetta, vetri elettrici ed aria condizionata.

## Islero GTS
Nel 1969 venne lanciata la Islero GTS con motore potenziato a 350cv e alcune modifiche estetiche (parafanghi più larghi, presa d'aria laterale, cerchi in lega leggera) e agli interni (plancia rivista, nuovi interruttori).
La Islero uscì di produzione alla fine di quell'anno.
In totale sono stati prodotti 225 esemplari (155 dei quali della prima serie GT).